# Zatmění Slunce 11. srpna 1999

Úplné zatmění Slunce pozorované 11. srpna 1999 ve Francii

Průběh zatmění Slunce 11. srpna 1999

Zatmění Slunce 11. srpna 1999 bylo první úplné zatmění Slunce pozorovatelné z Evropy po devíti letech (od 22. července 1990). Přešlo od západu na východ napříč celým kontinentem a dále na Blízký východ, pás totality se vyhnul českému území jen o desítky kilometrů. 
Stín Měsíce se zemského povrchu dotkl v 8:26 UTC. Pás totality se vytvořil v 9:30 UTC v západním Atlantském oceánu nepříliš daleko od severoamerické pevniny a pokračoval východním směrem přes jih Spojeného království, severní Francii, jižní Německo, Rakousko, Maďarsko a sever Jugoslávie do Rumunska, kde u města Ocnele Mari nastalo v 11:03 UTC maximální zatmění o délce 2 minut a 23 sekund. Pás totality dále prošel přes okraj Bulharska, Černé moře, Turecko, Irák, Írán, jižní Pákistán, Indii a skončil ve 12:36 UTC v Bengálském zálivu. Celkem zasáhl území 17 států.
V Česku bylo zatmění viditelné jen jako částečné, nicméně velmi markantní. Severní hranice pásu totality probíhala nejblíže Rakouskem poblíž Lince. Velikost maximální fáze zatmění v tzv. geografickém středu Evropy u Kouřimi (50° severní šířky a 15° západní délky) dosáhla v 10:35 UTC (12:35 SELČ) hodnoty 95,1 %. V Českých Budějovicích byla v 10:43 UTC (12:43 SELČ) velikost maximální fáze zatmění 98,2 %.

## Místa v pásu totality
| Země               | Místa |
| ------------------ | --- |
| Spojené království | Scilly, Plymouth, Torbay                                                                                 |
| Alderney           | |
| Francie            | Le Havre, Rouen, Amiens, Remeš, Mety, Štrasburk                                                          |
| Belgie             | Arlon |
| Lucembursko        | Lucemburk                                                                                                |
| Německo            | Saarbrücken, Karlsruhe, Stuttgart, Ulm, Mnichov                                                          |
| Rakousko           | Salcburk, Linec, Štýrský Hradec                                                                          |
| Slovinsko          | Hodoš |
| Maďarsko           | Šoproň, Szombathely, Balaton, Székesfehérvár, Kecskemét, Segedín                                         |
| Jugoslávie         | Subotica, Kikinda                                                                                        |
| Rumunsko           | Arad, Temešvár, Hunedoara, Pitești, Ploješť, Bukurešť, Mangalia; maximální zatmění poblíž Râmnicu Vâlcea |
| Bulharsko          | Silistra, Dobrič                                                                                         |
| Turecko            | Kastamonu, Sivas, Elazığ, Diyarbakır, Siirt                                                              |
| Sýrie              | Al-Málikíja                                                                                              |
| Irák               | Mosul, Irbíl, Sulejmánie                                                                                 |
| Írán               | Kermánšáh, Isfahán, Bam                                                                                  |
| Pákistán           | Karáčí                                                                                                   |
| Indie              | Vádódara, Amrávatí, Čandrapúr                                                                            |